# ألان كوكس (ممثل)
ألان كوكس (بالإنجليزية: Alan Cox)‏ هو ممثل بريطاني، ولد في 6 أغسطس 1970 بلندن في المملكة المتحدة.

## وصلات خارجية
- ألان كوكس على موقع IMDb (الإنجليزية)
- ألان كوكس على موقع ميوزك برينز (الإنجليزية)
- ألان كوكس على موقع قاعدة بيانات برودواي على الإنترنت (الإنجليزية)
- ألان كوكس على موقع قاعدة بيانات الفيلم (الإنجليزية)